# Limba română
Limba română ([ˈlimba roˈmɨnə] ⓘ sau românește [romɨˈneʃte]) este limba oficială și principală a României și a Republicii Moldova. Face parte din subramura orientală a limbilor romanice, un grup lingvistic evoluat din diverse dialecte ale latinei vulgare separate de limbile romanice occidentale între secolele V și VIII. Pentru a o distinge în cadrul limbilor romanice orientale, în lingvistica comparată este denumită dacoromână, spre deosebire de cele mai apropiate rude ale sale: aromâna, meglenoromâna și Istroromâna. De asemenea, este vorbită ca limbă minoritară de comunități stabile din țările învecinate României (Bulgaria, Ungaria, Serbia și Ucraina), precum și de marea diasporă românească. În total, este vorbită de aproximativ 25 de milioane de persoane ca limbă maternă.
În România, Constituția din 1991, revizuită în 2003, stipulează în articolul 13 că „În România, limba oficială este limba română”. Aceasta este utilizată în administrația publică, sistemul educațional și în mass-media. De asemenea, în localitățile unde o minoritate națională depășește 20% din populație, autoritățile asigură folosirea limbii respective în raport cu cetățenii, conform legislației în vigoare.
În Republica Moldova, limba română a fost recunoscută oficial prin Declarația de Independență din 1991. Deși Constituția din 1994 menționa „limba moldovenească” ca limbă de stat, în 2013, Curtea Constituțională a decis că Declarația de Independență prevalează, confirmând denumirea de „limba română”. În martie 2023, Parlamentul a adoptat o lege care înlocuiește termenul „limba moldovenească” cu „limba română” în toate textele legislative și în Constituție, lege promulgată ulterior de președintele Maia Sandu.
În regiunile din Ucraina cu populație românească semnificativă, precum raioanele din Cernăuți, Odesa și Transcarpatia, limba română este predată în școli ca limbă principală și există publicații, emisiuni TV și radio în limba română. Universitatea din Cernăuți formează profesori pentru școlile românești în domenii precum filologia română, matematică și fizică.
În Serbia, limba română are statut oficial în comunitățile locale din Voivodina, unde există o minoritate românească semnificativă. De asemenea, în Ungaria, limba română este recunoscută ca limbă a minorității române, cu drepturi în educație și cultură.
În Bulgaria, comunitatea românească este concentrată în regiunile de nord-vest, precum Vidin, Vrața și Plevna, însă nu este recunoscută oficial ca minoritate națională, ci doar ca grup etnic. Această nerecunoaștere limitează accesul la educație în limba română în școlile de stat și la servicii religioase în limba maternă.
La nivel internațional, limba română este una dintre limbile oficiale ale Uniunii Europene, România fiind membră din 2007. De asemenea, este utilizată în organizații precum Uniunea Latină și în comunități monahale autonome, cum ar fi Muntele Athos, unde slujbele religioase se desfășoară și în limba română.

## Prezentare generală
Este general acceptată ideea că limba română s-a format atât la nord, cât și la sud de cursul inferior al Dunării, înaintea sosirii triburilor slave în această zonă. Ulterior, începând cu secolul al VI-lea, contactul cu populațiile slave a avut un impact semnificativ asupra limbii române, influențând vocabularul, fonetica și structura gramaticală. De exemplu, cuvinte precum „prieten” și „iubi” au origini slave.
Limba română vorbită la nord de Dunăre, în România și Republica Moldova, este adesea numită dacoromână.
Majoritatea lingviștilor romaniști consideră dacoromâna, aromâna, meglenoromâna și istroromâna drept dialecte ale aceleiași limbi:
- Aromâna (var. armâna) sau macedoromâna este vorbită în zone relativ extinse din Macedonia de Nord, Albania, Grecia, Bulgaria, Serbia și România, unde există comunități aromâne importante, mai ales în Dobrogea. Se presupune că separarea dintre aromână și dacoromână s-a produs între secolele al IX-lea și al XII-lea.
- Meglenita sau meglenoromâna este vorbită într-o arie relativ mică din regiunea Meglen, situată în sudul Peninsulei Balcanice. Se crede că meglenoromâna s-a separat mai târziu decât aromâna, aproximativ în secolul al XIV-lea, motiv pentru care asemănarea cu limba română actuală este mai pronunțată.
- Istroromâna este vorbită în câteva sate din nord-estul peninsulei Istria din Croația, geografic mult mai apropiată de Italia decât de România, dar prezentând asemănări evidente cu limba română. Comunitatea de istroromâni se pare că există aici dinainte de secolul al XII-lea.

Aceste patru dialecte formează așa-numitul grup estic al limbilor romanice (limba dalmată, o altă limbă din acest grup balcanic, a dispărut în secolul al XIX-lea).
Distincția dintre dialect și limbă este adesea subiectivă și influențată de factori istorici, politici și sociali. În cazul limbilor romanice răsăritene, această problemă este și mai complexă, deoarece nu există criterii lingvistice precise pentru a trasa o delimitare clară între ele. Unii cercetători le consideră dialecte ale limbii române, în timp ce alții le tratează ca limbi separate, dar înrudite. Originea istroromânei nu este înțeleasă în termenii clasici ai latinității post-romane și continuă să provoace dezbateri în rândul teoreticienilor lingvisticii comparate indo-europene.

### Vitalitatea limbilor înrudite
În timp ce limba română prezintă toate caracteristicile unei limbi de sine stătătoare, celelalte trei limbi înrudite se află în diferite grade de pericol de dispariție:
- Limba aromână se află într-o situație relativ stabilă, cu un număr semnificativ de vorbitori, dar se confruntă cu provocări legate de recunoașterea oficială și de lipsa unor instituții care să susțină dezvoltarea ei.[23]

- Meglenoromâna și istroromâna, pe de altă parte, sunt considerate limbi în pericol de dispariție, având un număr foarte redus de vorbitori și o transmitere intergenerațională limitată.[24]

## Graiuri

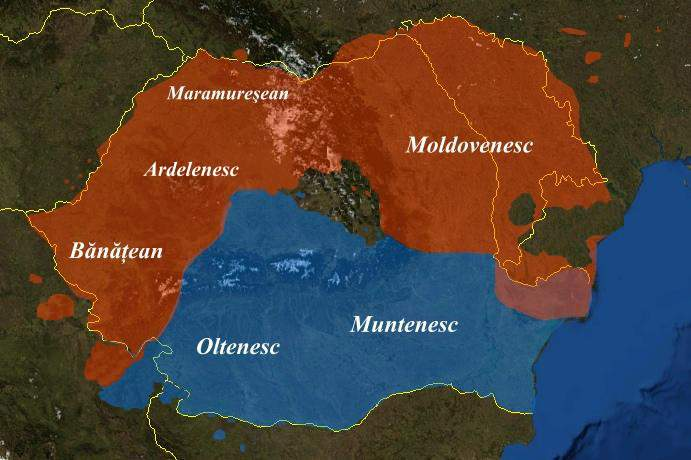
Harta graiurilor românești

Clasificarea limbilor romanice răsăritene este un subiect de dezbatere în lingvistică. Unii specialiști consideră că dacoromâna, aromâna, istroromâna și meglenoromâna sunt limbi separate, în timp ce alții le clasifică drept dialecte ale unei singure limbi, limba română.
Indiferent de clasificare, dacoromâna nu se împarte în dialecte, ci în graiuri. Acestea sunt variante regionale ale limbii, caracterizate prin particularități fonetice, lexicale și gramaticale, care permit totuși înțelegerea reciprocă între vorbitori. Granițele dintre graiuri sunt adesea difuze, iar vorbitorii pot trece treptat de la un grai la altul. Există numeroase variante locale și subgraiuri, iar delimitările dintre acestea pot varia în funcție de criteriile de clasificare.
Principalele graiuri ale dacoromânei și ariile lor geografice sunt:
- Graiul muntenesc: vorbit în Muntenia și sudul Dobrogei.
- Graiul oltenesc: specific Olteniei.

- Graiul bănățean: întâlnit în Banat.

- Graiul ardelenesc: specific Ardealului.

- Graiul crișean: prezent în Crișana și părți din Transilvania.
- Graiul maramureșean: caracteristic Maramureșului.
- Graiul moldovenesc: vorbit în Moldova, nordul Dobrogei și părți din Basarabia.

Aceste graiuri prezintă particularități fonetice, lexicale și gramaticale specifice fiecărei regiuni. De exemplu, în Oltenia, deși graiul local păstrează elemente străvechi, influența limbii literare este evidentă. Conform unui articol de pe art-emis.ro, „Graiurile limbii române sunt deci în curs de unificare și cel mai vizibil este acest lucru în materie de vocabular.”
Deși există variații regionale, graiurile dacoromâne se caracterizează printr-o unitate lingvistică remarcabilă. Această coeziune a fost subliniată de cercetători precum Grigore Brâncuș, care a observat că „graiurile lor se identifică aproape în totalitate cu graiurile locale dacoromâne din imediata vecinătate.” Această observație se referă la populațiile românești din afara granițelor țării, evidențiind continuitatea lingvistică.

„Harta sonoră a graiurilor și dialectelor limbii române”, este o lucrare care oferă o perspectivă auditivă asupra variațiilor regionale. Această lucrare include cercetări de teren asupra graiurilor dacoromâne vorbite în afara granițelor țării și asupra dialectelor românești din sudul Dunării.

## Istoric

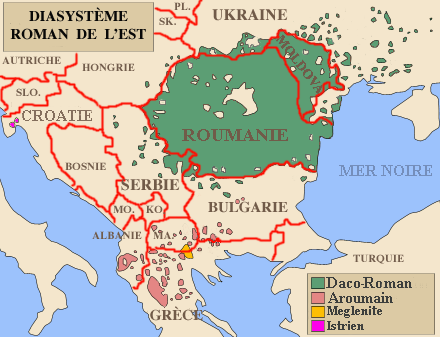
Harta Balcanilor cu regiunile locuite de români (vlahi)

Limba română a evoluat din latina orientală, fiind influențată de-a lungul timpului de diverse limbi și culturi. Contactul prelungit cu populațiile slave, începând cu secolul al VI-lea, a adus numeroase împrumuturi lexicale și modificări fonetice. De exemplu, cuvinte precum „ceas”, „drag”, „iubi” și „prieten” provin din limbile slave.
În Evul Mediu și perioada premodernă, limba română a integrat un număr de cuvinte maghiare, turcești și grecești. Influența maghiară este evidentă în termeni precum „chip” (față) și „hotar” (graniță), în timp ce influența turcă se reflectă în cuvinte ca „cafea” și „chiftea”. Influența greacă, mai ales în perioada fanariotă, a introdus termeni precum „argat” și „crivăț”.
În secolul al XIX-lea, limba franceză a avut un impact semnificativ asupra limbii române, contribuind la modernizarea și îmbogățirea vocabularului. Termeni precum „deja” „medic” și „servi” au fost preluați din franceză în această perioadă.

### Româna veche

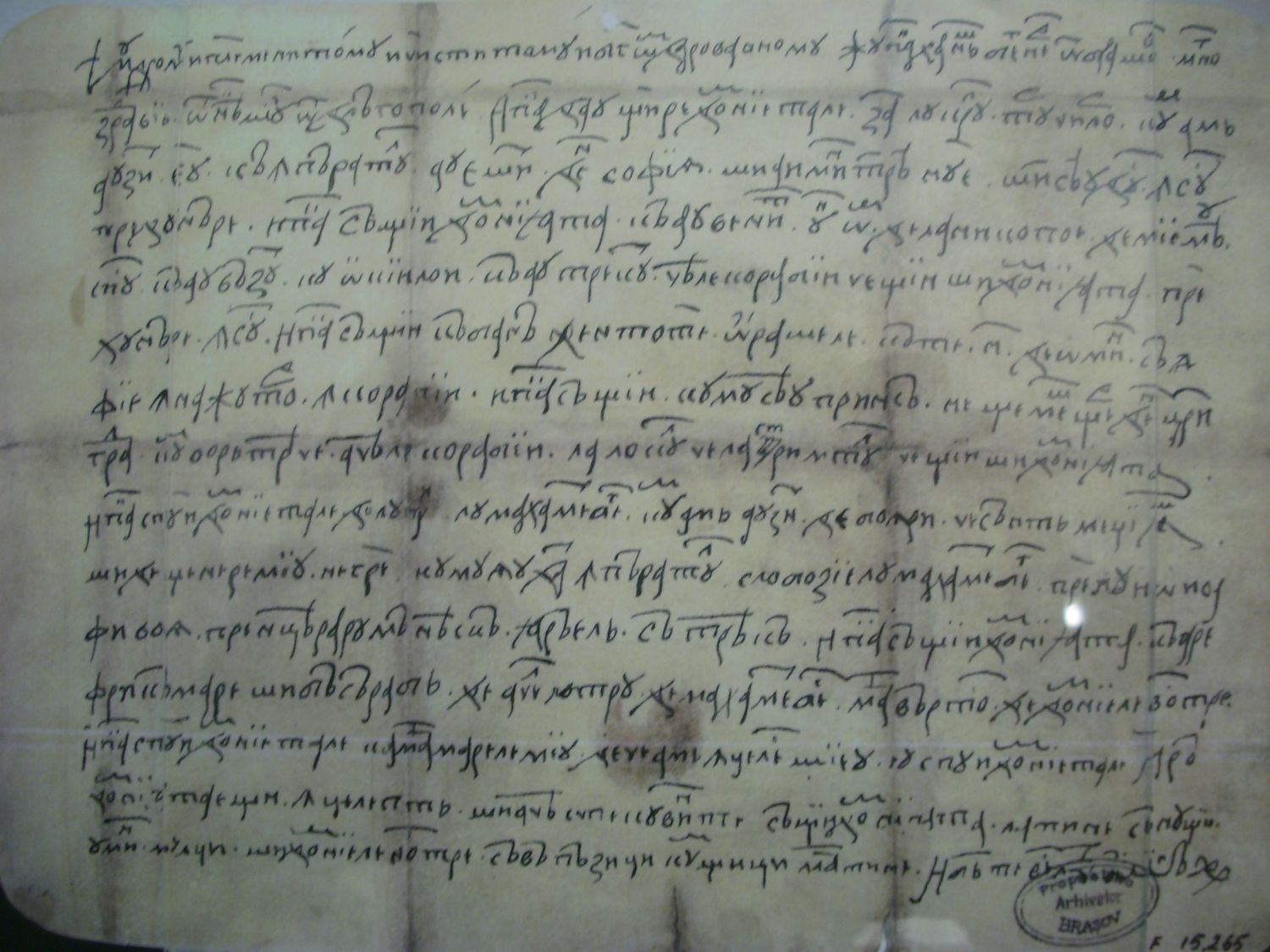
Scrisoarea lui Neacșu din Câmpulung, datând din anul 1521. Folosește alfabetul chirilic greco-slavon specific al limbii românești (și diferit de cel rusesc).

Cel mai vechi document scris în limba română care s-a păstrat este „Scrisoarea lui Neacșu” din 1521. În această scrisoare, Neacșu din Câmpulung îi scria judelui brașovean despre atacurile iminente ale turcilor. Documentul era redactat cu alfabetul chirilic românesc, care a fost utilizat până în 1860.
O primă utilizare a alfabetului latin este atestată într-un document transilvănean, conform convențiilor alfabetului maghiar, la sfârșitul secolului al XVI-lea. Fragmentul Todorescu, păstrat la Biblioteca Națională Széchényi din Budapesta, conține imnuri protestante traduse din maghiară și datează din perioada 1570-1575. De asemenea, este atestat documentar faptul că în anul 1600 limba română începe să fie folosită în locul limbii slavone în redactarea actelor oficiale, în cancelaria domnească a Țării Românești, în timpul lui Mihai Viteazul.
Procesul de instituționalizare a limbii române ca limbă oficială, utilizată în spațiul public, literatură și Biserică, a început la sfârșitul secolului al XV-lea și s-a finalizat în primele decenii ale secolului al XVIII-lea. În această perioadă, au fost traduse și tipărite primele cărți în limba română, iar utilizarea alfabetului latin a devenit predominantă. Biserica a avut un rol crucial în promovarea limbii române, prin traducerea textelor religioase și utilizarea lor în slujbe.
Cele mai vechi texte românești de natură literară sunt manuscrise religioase, precum Codicele Voronețean și Psaltirea Scheiană, traduceri ale unor texte biblice fundamentale. Aceste documente reflectă atât influențele externe, cât și eforturile interne de a dezvolta o literatură religioasă în limba română.
Cele câteva aluzii la folosirea limbii române în scris, precum și cuvintele comune, antroponimele și toponimele păstrate în scrierile religioase și documentele de cancelarie ale vechii Biserici slavone, atestate înainte de secolul al XVI-lea, împreună cu analiza grafemelor arată că scrierea limbii române cu alfabet chirilic a început în a doua jumătate a secolului al XV-lea.

### Româna modernă

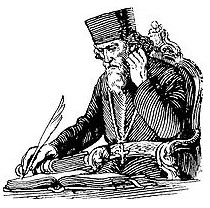
Samuil Micu

Epoca modernă a limbii române începe în 1780 odată cu tipărirea la Viena a unei gramatici foarte importante intitulată Elementa linguae daco-romanae sive valachicae. Autorul cărții, Samuil Micu, și revizorul, Gheorghe Șincai, ambii membri ai Școlii Ardelene, au ales să folosească latina ca limbă a textului și au prezentat trăsăturile fonetice și gramaticale ale limbii române în comparație cu strămoșul său. Epoca modernă a limbii române poate fi împărțită în trei faze: premodernă sau de modernizare între 1780 și 1830, faza modernă între 1831 și 1880, și contemporană începând cu 1880.

#### Perioada premodernă
Începând cu tipărirea în 1780 a Elementa linguae daco-romanae sive valachicae, faza premodernă s-a caracterizat prin editarea de manuale școlare, apariția primelor lucrări normative în limba română, numeroase traduceri și începutul unei etape conștiente de relatinizare a limbii. Contribuții notabile, pe lângă cea a Școlii Ardelene, sunt activitățile lui Gheorghe Lazăr, fondatorul primei școli românești, și Ion Heliade Rădulescu. Sfârșitul acestei perioade este marcat de tipărirea primelor reviste și ziare în limba română, în special Curierul Românesc și Albina Românească.

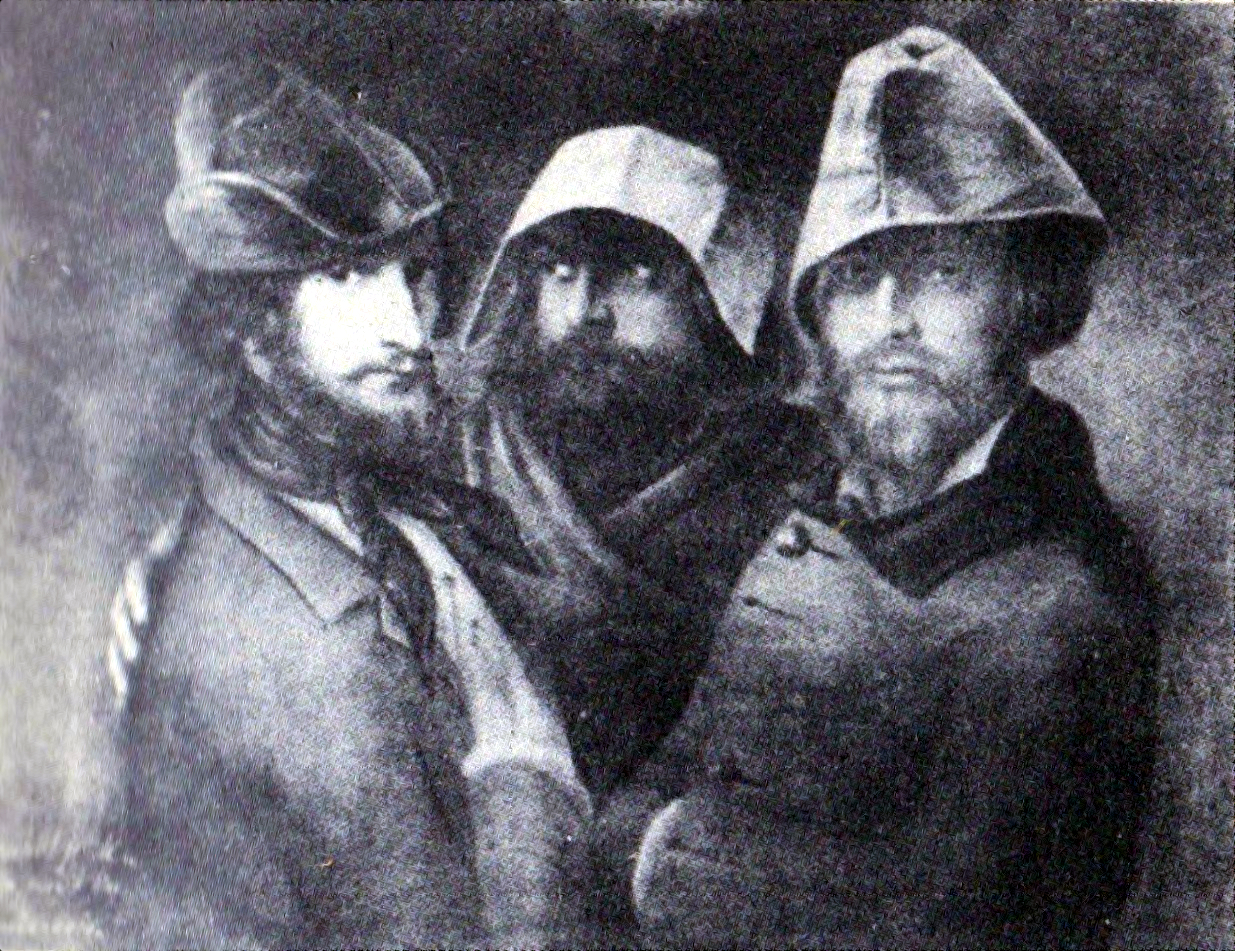
Litografie a unui portret de grup realizat de Constantin Daniel Rosenthal, înfățișând revoluționari din Paris la începutul anilor 1840. De la stânga: Rosenthal (purtând o bonetă frigiană), C. A. Rosetti, anonim valah

#### Perioada modernă
Începând din 1831 și până în 1880, faza modernă se caracterizează prin dezvoltarea stilurilor literare: științific, administrativ și beletristic. A atins rapid un punct culminant odată cu tipărirea Daciei literare, revistă fondată de Mihail Kogălniceanu și reprezentând o societate literară, care împreună cu alte publicații precum Propășirea și Gazeta de Transilvania au răspândit idei de naționalism romantic și au contribuit ulterior la formarea altor societăți care au luat parte la Revoluția de la 1848. Membrii lor și cei care le-au împărtășit opiniile sunt cunoscuți în România în mod colectiv ca pașoptiști, denumire care a fost extinsă și asupra literaturii și scriitorilor din jurul acestei perioade, precum Vasile Alecsandri, Grigore Alexandrescu, Nicolae Bălcescu, Timotei Cipariu.
Între 1830 și 1860 au fost folosite „alfabete de tranziție”, adăugându-se litere latine la alfabetul chirilic românesc. Alfabetul latin a devenit oficial la date diferite în Muntenia și Transilvania - 1860, și Moldova -1862.

După unirea Principatelor Române, s-au făcut noi studii asupra limbii, culminând cu înființarea Societății Literare Române la 1 aprilie 1866 la inițiativa lui C. A. Rosetti, o societate academică care avea ca scop standardizarea ortografiei, formalizarea gramaticii și (prin intermediul unui dicționar) a vocabularului limbii, precum și promovarea publicațiilor literare și științifice. Această instituție a devenit ulterior Academia Română.
Perioada contemporană

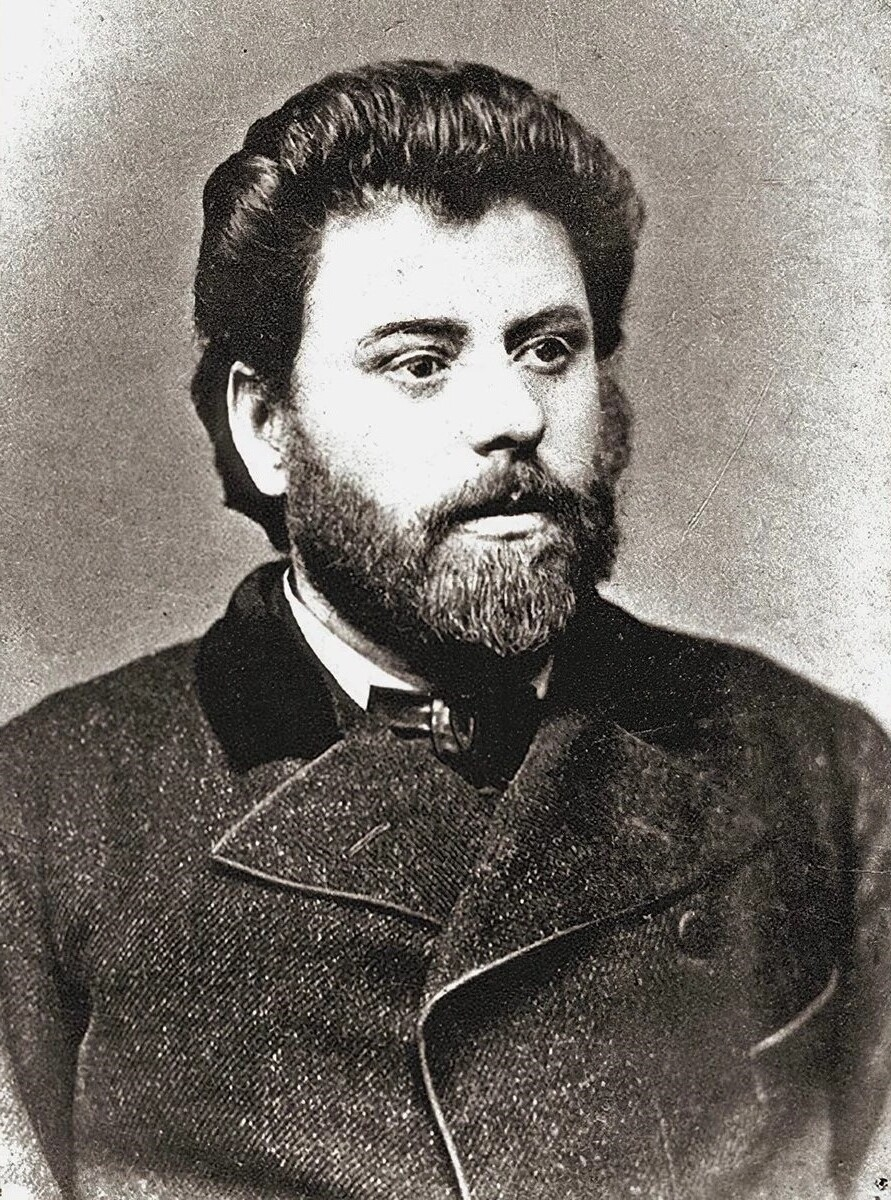
Ion Creangă

A treia etapă a epocii moderne a limbii române, începând cu 1880 și continuând până în prezent, se caracterizează prin prevalența formei supradialectale a limbii, standardizată cu contribuția expresă a sistemului școlar și a Academiei Române, încheind procesul de modernizare a limbii literare și de dezvoltare a stilurilor literare.
Ion Creangă și Mihai Eminescu, două figuri emblematice ale literaturii române, au utilizat în operele lor un limbaj care reflectă atât influențele culturale ale epocii, cât și particularitățile stilistice individuale. Alți autori includ pe Ion Luca Caragiale și Ioan Slavici.
- Ion Creangă este recunoscut pentru utilizarea limbajului popular, bogat în regionalisme și expresii idiomatice specifice Moldovei. Opera sa, în special „Amintiri din copilărie”, surprinde autenticitatea graiului moldovenesc, integrând proverbe, zicători și arhaisme.

- Mihai Eminescu, pe de altă parte, a îmbinat în creațiile sale influențe clasice cu elemente romantice, utilizând un limbaj elevat, bogat în neologisme. Poeziile sale reflectă o profundă cunoaștere a limbii române, dar și a literaturii universale, evidențiind o versatilitate stilistică remarcabilă. Eminescu a contribuit semnificativ la modernizarea limbii române literare, introducând termeni și expresii care au îmbogățit vocabularul național.

Prietenia dintre cei doi scriitori a fost una profundă și influentă, fiecare respectând și admirând talentul celuilalt. Această relație a fost marcată de colaborări literare și discuții intelectuale care au contribuit la dezvoltarea literaturii române.
Ortografia actuală, cu reforme minore până în prezent și folosind litere latine, a fost implementată integral în 1881, reglementată de Academia Română pe un principiu fundamental fonologic, cu puține excepții morfo-sintactice.
După căderea regimului comunist, la 17 februarie 1993, Adunarea Generală a Academiei Române a decis revenirea la utilizarea literei „â” în interiorul cuvintelor și a formei „sunt” în loc de „sînt”, aliniindu-se astfel la normele ortografice stabilite înainte de reforma din 1953. Această hotărâre a fost publicată în Monitorul Oficial Nr. 51 din 8 martie 1993.

#### Istoria modernă a limbii române în Basarabia
Gramatica limbii române a fost publicată la Viena pentru prima dată în 1780. După anexarea Basarabiei de către Rusia din 1812, limba moldovenească a fost stabilită ca limbă oficială în instituțiile guvernamentale din Basarabia, folosită împreună cu rusa. Editurile înființate de Arhiepiscopul Gavril Bănulescu-Bodoni au reușit să producă cărți și lucrări liturgice în limba moldovenească între 1815 și 1820.
În 1905 și 1906, zemstvaul basarabean a cerut reintroducerea limbii române în școli ca „limbă obligatorie” și „libertatea de a preda în limba maternă (limba română)”. În același timp, au început să apară ziare și reviste în limba română, precum Basarabia (1906), Viața Basarabiei (1907), Moldovanul (1907), Luminătorul (1908), Cuvînt moldovenesc (1913), Glasul Basarabiei (1913). Din 1913, sinodul a permis ca „bisericile din Basarabia să folosească limba română”. Limba română a devenit în cele din urmă limbă oficială odată cu Constituția din 1923.

### Gramatică istorică
Limba română a păstrat o parte din declinarea latină, dar în timp ce latina avea șase cazuri gramaticale, din punct de vedere morfologic, limba română are doar trei: nominativ/acuzativ, genitiv/dativ, și marginal vocativ. Substantivele românești păstrează și genul neutru, deși în loc să funcționeze ca un gen separat cu forme proprii în adjective, genul neutru a devenit un amestec de masculin și feminin. Morfologia verbelor limbii române a arătat aceeași evoluție spre un compus perfect și timpul viitor ca și celelalte limbi romanice. În comparație cu celelalte limbi romanice, pe parcursul evoluției sale, limba română a simplificat sistemul original de timpuri latin.
Influențe moderne asupra limbii române
În ultimele decenii, limba română a fost supusă unor influențe externe semnificative, în special din partea limbii engleze. Acest fenomen este rezultatul globalizării și al avansului tehnologic, care au facilitat contactul constant cu cultura și limba engleză.
Influența limbii engleze se manifestă prin împrumuturi lexicale în diverse domenii, precum tehnologia informației, afaceri, modă și divertisment. Termeni precum „computer”, „software”, „manager” sau „marketing” au fost preluați direct din engleză și integrate în vocabularul cotidian. De asemenea, în limbajul tinerilor, mai ales în mediul online și în gaming, se observă o prezență crescută a anglicismelor, uneori adaptate fonetic sau morfologic la structura limbii române.

## Influența altor limbi

### Limba geto-dacă
Limba geto-dacă era o limbă indo-europeană, din ramura tracă, vorbită în trecut pe teritoriile actuale ale României, Bulgariei, Serbiei, Slovaciei, Ucrainei și Ungariei. Deși informațiile despre această limbă sunt limitate, se presupune că a influențat latina vorbită în Dacia. În limba română există aproximativ 160 de cuvinte care ar putea proveni din substratul dacic, multe dintre ele legate de viața pastorală, precum brânză, zer, mal, balaur. Unii lingviști au sugerat că albanezii ar fi daci neromanizați care au migrat din arealul sud-est-european în regiunile de coastă.
Similar limbii trace, se consideră că limba dacă era de tip satem. Materialul lingvistic disponibil, constând în denumiri și fragmente lexicale, este insuficient pentru a concluziona dacă limba dacă era mai apropiată de limbile albaneză sau balto-slavice ori dacă aparținea unei subfamilii indo-europene distincte.

### Uniunea lingvistică balcanică
Deși majoritatea gramaticii și morfologiei limbii române se bazează pe latina vulgară, aceasta prezintă trăsături specifice arealului balcanic, absente în alte limbi romanice. Limbile din această uniune lingvistică aparțin unor subfamilii distincte ale limbilor indo-europene: bulgara și sârba sunt limbi slave, iar greaca formează propria subfamilie. Trăsăturile comune includ articolul hotărât enclitic, sincretismul cazurilor genitiv și dativ, formarea timpurilor viitor și perfect, precum și evitarea infinitivului.

### Influența limbilor slave
Influența slavă asupra limbii române a început în perioada migrației triburilor slave, care au traversat teritoriul actual al României în secolele VI-VII. Această influență s-a manifestat atât pe cale populară, prin contact direct cu populațiile slave, cât și pe cale cultă, prin intermediul slavonei bisericești, utilizată în scop liturgic și administrativ până în secolul al XVIII-lea.
La nivel lexical, influența slavă este semnificativă. Până la 20% din vocabularul limbii române este de origine slavă, incluzând cuvinte precum „a iubi”, „glas”, „nevoie”, „prieten”. Totuși, multe dintre aceste cuvinte sunt arhaisme, estimându-se că doar 10% din lexicul românei moderne este de origine slavă.

### Alte influențe
Până în secolul al XIX-lea, limba română a intrat în contact cu diverse limbi, rezultând împrumuturi lexicale semnificative:
- Germană: cartof (< Kartoffel), bere (< Bier), șurub (< Schraube)
- Greacă: folos (< ófelos), buzunar (< buzunára), proaspăt (< prósfatos)
- Maghiară: oraș (< város), a cheltui (< költeni), a făgădui (< fogadni), hotar (< határ), chip (< kép)
- Turcă: ciorap (< çorap), cutie (< kutu), papuc (< papuç)

### Neologisme
Începând cu secolul al XIX-lea, numeroase neologisme din alte limbi romanice, în special franceză și italiană, au pătruns în limba română, îmbogățindu-i vocabularul cu termeni precum „birou”, „avion” și „exploata”.
Unele cuvinte de origine latină au intrat în limba română de două ori: o dată în vocabularul popular și ulterior ca neologisme. De obicei, cuvântul popular este un substantiv, iar neologismul un adjectiv, de exemplu: frate / fratern, apă / acvatic, deget / digital, simțământ / sentiment, înger / angelic, frig / frigid, ochi / ocular).
În ultimele 150 de ani, limba română a împrumutat numeroase cuvinte din engleză, precum gem (din jam), interviu (interview), meci (match), tramvai (tramway), manager (manager). Aceste cuvinte au fost adaptate regulilor gramaticale românești, primind gen și acord corespunzător. Totuși, începând cu anii 1990, unele cuvinte englezești au fost preluate fără adaptare, fiind utilizate în forma lor originală, de exemplu: mall („galerie comercială”), service („deservire”), computer („calculator”), forward („retransmitere”) sau attach („atașare”).
George Pruteanu, un fervent apărător al limbii române, a susținut adaptarea neologismelor la normele fonetice și ortografice ale limbii române, considerând că preluarea neadaptată a termenilor străini poate duce la o „anglicizare” excesivă a limbii. El a introdus în 1997 un proiect de lege, cunoscut ulterior ca „Legea Pruteanu”, care solicita ca toate textele publice în limbi străine să fie însoțite de traducerea în română. Legea a fost promulgată în 2004, într-o formă modificată.

## Vocabular
Articol principal: Vocabularul limbii române

### Structura etimologică a vocabularului românesc
Într-o lucrare de referință, echipa condusă de Marius Sala a analizat structura etimologică a unui vocabular reprezentativ al limbii române, compus din 2.581 de cuvinte. Distribuția etimologică a acestora este următoarea: 

Vocabularul reprezentativ după Marius Sala

- Elemente romanice: 71,66%, dintre care:
  - 30,33% cuvinte latinești moștenite;
  - 22,12% împrumuturi din franceză;
  - 15,26% termeni latinești savanți;
  - 3,95% împrumuturi din italiană;
- 3,91% formații interne (majoritatea bazate pe etimoane latine).
- Elemente slave: 14,17%, dintre care:
  - 9,18% din slava veche;
  - 2,6% din bulgară;
  - 1,12% din rusă;
  - 0,85% din sârbă-croată;
  - 0,23% din ucraineană;

- 0,19% din poloneză.

- Alte influențe:

- 2,47% din germană;
- 1,7% din neogreacă;
- 0,96% din traco-dacă (substrat);
- 1,43% din maghiară;
- 0,73% din turcă;
- 0,07% din engleză (în creștere);
- 0,19% onomatopee;
- 2,71% de origine incertă.

Anterior, lingvistul Dimitrie Macrea, a realizat o statistică asupra compoziției etimologice a 49.642 de cuvinte și variante înregistrate în Dicționarul limbii romîne moderne (DLRM), publicat în 1958. Rezultatele au fost clasificate în 76 de grupe, dintre care doar 14 depășeau 1%. Distribuția principalelor elemente etimologice era:
- Elemente latine: 20,02%;
- Slave vechi: 7,98%;
- Bulgare: 1,78%;
- Bulgaro-sârbe: 1,51%;
- Turcești: 3,62%;
- Maghiare: 2,17%;
- Neogrecești: 2,37%;
- Franceze: 38,42%;
- Latine literare: 2,39%;
- Italiene: 1,72%;
- Germane: 1,77%;
- Onomatopeice: 2,24%;
- De origine nesigură: 2,73%;
- De origine necunoscută: 5,58%.

Din cele 9.920 de cuvinte de origine latină, doar 1.849 erau moștenite direct din latină, restul de 8.071 fiind derivate pe teren românesc de la rădăcini ale cuvintelor moștenite.
În 1942, Macrea a efectuat o analiză etimologică a poeziilor publicate de Mihai Eminescu. Elementele latine reprezentau 48% din vocabularul utilizat de poet, iar ca frecvență de utilizare, procentul creștea la 83%. Elementele slave constituiau 16,81% din vocabular, cu o frecvență de 6,93%. Macrea a concluzionat că fizionomia lexicală a limbii lui Eminescu este latină într-o proporție similară cu cea a limbii franceze, comparând cu analiza vocabularului poetului Paul Verlaine.
Un alt studiu semnificativ este cel al lui D. R. Mazilu (1937), care a analizat poemul „Luceafărul” al lui Eminescu. Din cele 98 de strofe, 13 sunt alcătuite exclusiv din cuvinte de origine latină. Poemul conține 529 de unități lexicale distincte, cu un total de 1.908 apariții concrete, dintre care 1.688 sunt de origine latină, 144 slave și 76 de alte origini.
Cercetări mai recente estimează că elementele autohtone reprezintă 1,43% din vocabularul reprezentativ al limbii române.

## Gramatică
Substantivele românești se declină în funcție de gen (feminin, masculin și neutru), număr (singular și plural) și caz (nominativ/acuzativ, dativ/genitiv și vocativ). Articolul, asemenea adjectivelor și pronumelor, se acordă în gen, număr și caz cu substantivul pe care îl determină.
Româna este singura limbă romanică în care articolul hotărât este enclitic, adică este atașat la sfârșitul substantivului. Articolele au evoluat din pronumele demonstrative din limba latină.
Româna are patru conjugări verbale. Verbele pot fi puse la patru moduri personale, și anume (indicativ, conjunctiv, condițional-optativ și imperativ) și patru moduri impersonale (infinitiv, gerunziu, supin și participiu).

## Sunete
În cea mai mare parte, limba română are o ortografie fonemică (sunetele corespund aproape fără excepții cu literele), cu puține excepții.
Limba română folosește șapte vocale: /a/, /e/, /i/, /o/, /u/, /ə/ și /ɨ/. În plus, vocalele /ø/ și /y/ apar foarte rar în unele cuvinte de origine străină, încă neasimilate.
La sfârșitul cuvintelor, după consoane (rar în interiorul cuvintelor) poate apărea un /i/ scurt non-silabic, care se marchează în AFI cu /ʲ/ și este pronunțat ca o palatalizare a consoanei precedente. Un sunet similar, terminația u surd, exista în româna veche, dar a dispărut cu timpul în limba standard.
Există de asemenea 4 semivocale și 20 de consoane.

### Diftongi
- Diftongi descendenți: ai, au, ei, eu, ii, iu, oi, ou, ui, ăi, ău, îi, îu
- Diftongi ascendenți: ea, eo, ia, ie, io, iu, oa, ua, uă

### Triftongi
- cu vocala intercalată între două semivocale: eai, eau, iai, iau, iei, ieu, ioi, iou, oai.
- cu două semivocale în fața vocalei: eoa, ioa.

### Evoluții fonetice
Datorită izolării, evoluția fonetică a românei este diferită de a celorlalte limbi romanice, dar seamănă întrucâtva cu cea italiană, de exemplu prin evoluția grupării [kl] în (lat. clarus > rom. chiar, ital. chiaro) și cea dalmată, de exemplu prin evoluția grupării [gn] în [mn] (lat. cognatus > rom. cumnat, dalm. comnut).
Principalele schimbări fonetice constau în:
- apariția diftongilor vocalelor e, i, o
lat. cera > rom. ceară
lat. sole > rom. soare
- iotacism [e] → [i]
lat. herba > rom. iarbă
- consoanele velare ([k], [g]) → consoane labiale ([p], [b], [m])
lat. octo > rom. opt
lat. lingua > rom. limbă
lat. signum > rom. semn
lat. coxa > rom. coapsă
- rotacism [l] → [r]
lat. caelum > rom. cer
- consoanele alveolare [d] și [t] se palatalizează în [dz]/[z] și respectiv [ts]/[s] înainte sunetelor [e] și [i]
lat. deus > rom. zeu
lat. tenem > rom. ține

## Ortografie
În principiu, limba română are o ortografie fonemică. Cu toate acestea, ortografia contemporană prezintă o serie de excepții de la principiul fonetic.

### Istoric
Limba română a fost scrisă în istoria sa cu răbojuri sau vechi „rune“ europene, alfabete latine, grecești, glagolitice, paleo-slave, alfabete de tranziție și în final din nou latine.
Despre epoca și formele adoptării alfabetului chirilic în scrierea limbii române, au existat multe păreri contradictorii. Dimitrie Cantemir, în Descriptio Moldaviae, scrisă în 1716 în limba latină, afirma că s-a scris cu litere latine până la Conciliul de la Florenta (1432), așadar încă peste 400 de ani după schisma de la 1054. Domnitorul Alexandru cel Bun, sfătuit de mitropolitul său, ar fi poruncit arderea cărților și textelor scrise până atunci cu litere latine, introducând, în loc, alfabetul chirilic și limba slavă, pentru a împiedica răspândirea catolicismului în țară. Mihail Kogălniceanu, un mare istoric și cărturar român, a susținut aceeași teză, la 1838, în revista Alăuta Românească.
În a doua jumătate a secolului al XIX-lea, învățați ca Timotei Cipariu, episcopul Melchisedec Ștefănescu, Bogdan Petriceicu Hașdeu, Dimitrie Onciul și alții au afirmat că limba slavă a fost introdusă în țările române înainte de Conciliul de la Florența, respectiv în secolele X-XII, după creștinarea bulgarilor, aducând în acest sens argumente și izvoare de ordin filologic și istoric.
Primele documente românești, care au ajuns până la noi, erau toate scrise cu ajutorul alfabetului chirilic, datorită influențelor limbii slavone (limba slavă bisericească), care era folosită ca limbă de cult și de cancelarie în spațiul balcanic în secolele XI - XVII. La sfârșitul secolului al XVIII-lea, învățații Școlii Ardelene, remarcând originea latină a limbii române, au început implementarea alfabetului latin. Alfabetul chirilic a continuat să fie folosit până în anii 1860, când limba română a început să fie reglementată oficial.

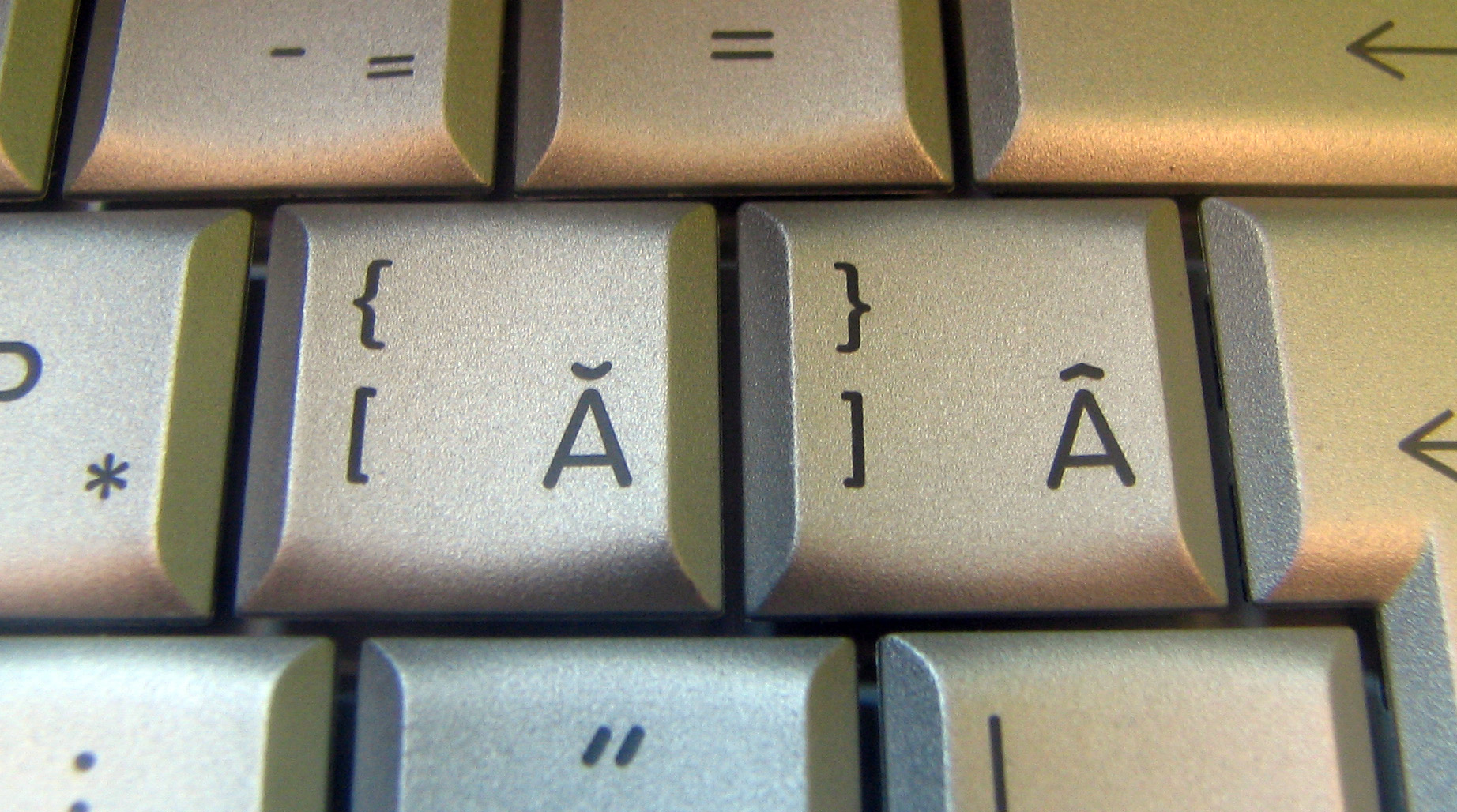
Taste românești pe tastatura unui laptop

La început, alfabetul latin folosit pentru limba română avea ca litere cu diacritice următoarele: â, é, ó, î și ç.
- á se folosea în cuvinte monosilabice de obicei, pentru a deosebi ă de a.
- â se folosea doar în cuvintele în care sunetul â apărea în interiorul cuvintelor, în afara unei nazalizări, dar unde etimologic trebuia să apară un a. Astfel, se scria „câtu“, însă „cantecu“ (fără semn diacritic), căci e vorba de o vocală nazală.
- î se folosea doar în cuvintele în care sunetul î apărea la începutul sau în interiorul cuvintelor, în afara unei nazalizări, dar unde etimologic trebuia să apară un i sau un e. Astfel, se scria „a urî“, însă „vent“ (nu „vînt“, nici „vânt“), căci e vorba de o vocală nazală.
- é și ó apar ca vocale tipic ardelene, corespunzând lui è din limba franceză și respectiv lui å din limbile nordice. În alte regiuni acestea se pronunță drept diftongi ea și oa.
- ç corespundea sunetului ț, atunci când acesta apărea independent de vocala i și etimologic provenea din c latinesc. Astfel, se scria „faça“ (față) și „Ióniçe“ (Ioniță) datorită formei latine Ioannicius, însă „tiéra“ (țară).

În rest, regulile de citire erau destul de simple. 
- Un a la capăt de cuvânt se citea ă.
- Un an sau in sau en se citea în.
- Pentru a citi a înaintea unui n, se scria nn. De pildă, „manna“ (pentru a citi „mană“), spre a se deosebi de „mana“ (mână).
- Pentru a deosebi un ă final (forma feminină nearticulată) de un a final (forma articulată), se punea un apostrof: „viéti'a“ (viața), pentru a se deosebi de forma nearticulată „viétia“ (viață).
- che și chi se citeau ca în ziua de azi, însă ch înaintea altor caractere decât e și i se citea ca în limba latină. Uneori, ch se scria din motiv pur etimologic, fără prea multă grijă de pronunțare. Astfel, se scria: „Christos“, „chrestin“, „chrisantéma“, „stich“.
- di se citea z sau dz, ti se citea ț. La fel, existau ca în ziua de astăzi grupurile ce, ci, ge, gi.
- k înlocuia uneori qu din latină, pentru numele proprii. Astfel se scria: „Kiriniu“ (Quirinius).
- sc se scria etimologic, ceea ce corespunde pronunțărilor bănățene sau bistrițene. Exemplu: „Bucuresci“.
- u final, mut sau citit, se scria, ca în siciliană și corsicană.
- Etimologic, se folosea caracterul y pentru numele de orașe sau de persoane, însă nu și pentru substantive. Astfel, se scria: „Cyril“, „Myra“, dar totodată: „cirilic“, „santul mir“.
- formele scurte ale pronumelui personal în acuzativ se lipeau de cuvântul precedent: „apoilu intréba.“ (apoi îl întreabă).

Scrierile din acest timp, datorită rolului școlii ardelene, aveau forme tipice ardelene: „acmu“, „tipu“, „resfaçu“, pentru „acum“, „chip“, „desfătare“. Principiul ortografic era cel folosit în limba neerlandeză: scriem toți la fel, dar fiecare pronunță ca în regiunea sa.
Mai târziu s-au adăugat alte glife sau litere cu semne diacritice: ă, à, d̦, ě, ê, ș, ț, ů, precum și diftongii ea și oa; s-au scos á, ç. S-au modificat și regulile ortografice.
Pe urmă, treptat, s-a scos ê, apoi ů. În cele din urmă s-a introdus ortografia fonetică.
Înainte de 1989, în RSS Moldovenească se folosea o versiune specială a alfabetului chirilic. Legea cu privire la folosirea limbilor pe teritoriul republicii (septembrie 1989) a confirmat revenirea la alfabetul românesc pe bază latină.

## Româna liturgică
Crezul primelor sinoade ecumenice, cel din 325 de la Niceea, și cel din 381 de la Constantinopol este rostit până azi neschimbat, prin cuvinte cu etimologii latine.
Odată cu introducerea ritului bizantin și a limbii slavone în cult, limba română liturgică s-a slavizat puternic, îndeosebi în terminologia oficială, dar anumite cuvinte vechi s-au păstrat în limbajul poporului. Românii au păstrat - în limbă - și anumite caracteristici ale vechiului rit galic în folosință până atunci. De aceea, diaconul Coresi, precum și episcopul de la Muncaciu, Vasile Tarascovici în 1646, au îmbogățit un lexic dogmatic și liturgic deja foarte amplu, tocmai pentru a ușura folosirea limbii române în biserică. Biblia de la București, sau Biblia lui Șerban, este un monument de limbă română liturgică. Unirea bisericii din Transilvania cu Roma în 1698 a determinat o scindare între termenii liturgici folosiți în Vechiul Regat (de origine slavă) și cei folosiți în Transilvania (de origine latină).

## Distribuție geografică
Limba română este limba oficială și națională în România și Republica Moldova. Însuși numele țării semnifică etimologic aria lingvistică a limbii române.
     Zone majoritare
     Zone minoritare sau bilingve

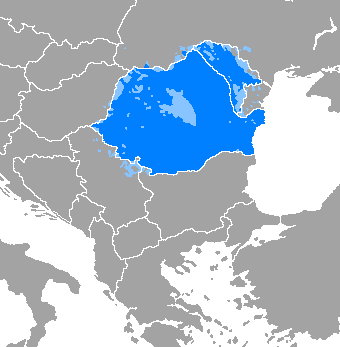
Zone majoritare
Zone minoritare sau bilingve

În afară de România, limba română se mai vorbește în:
- Republica Moldova, ca limbă oficială, fiind limba maternă pentru 2,5 milioane de locuitori.
- Regiunea Cernăuți, din Ucraina, ca limbă oficială la nivel local, fiind limba maternă pentru peste 182.000 de locuitori, reprezentând 19,8% din întreaga populație a regiunii.
- Bugeac, din Ucraina, ca limbă oficială la nivel local, fiind limba maternă pentru peste 80.000 de locuitori, reprezentând 13% din întreaga populație a regiunii.
- Provincia Autonomă Voivodina, din Serbia, unde este limbă oficială.
- Țările vecine cu România și Republica Moldova, adică: Ucraina, Ungaria, Serbia și Bulgaria (Valea Timocului).[66]
- Cea mai mare comunitate de vorbitori de limba română din Asia se găsește în Israel, unde în 1995 limba română era vorbită de 5% din populație, emigrată din România și fosta RSSM în Israel.[67][68]
- Româna este vorbită ca limbă străină de arabi din Orientul Mijlociu care au studiat în România. Se estimează că aproape jumătate de milion de arabi din Orientul Mijlociu au studiat în România în anii 1980 și cunosc limba română.[69]
- Prin deportări masive, în special ale românilor din RSS Moldovenească, româna a devenit o limbă minoritară în: Azerbaidjan, Kazahstan, Kârgâzstan, Rusia, Tadjikistan și Turkmenistan.
- Vorbitori de limbă română se găsesc și în multe alte țări occidentale (datorită emigrației), precum: Italia, Spania, Statele Unite, Canada, Franța, Portugalia, Ciprul, Germania sau Australia (cf. români). Peste 3.000.000 de vorbitori de română locuiesc legal în Europa și America de Nord.[70]
- Româna este una dintre cele cinci limbi în care sunt oficiate servicii religioase în statul monastic Muntele Athos, o regiune autonomă din Grecia, fiind vorbită în schiturile Prodromu și Lacu.

### Denumirea limbii în URSS
În URSS, limba română era numită moldovenească în documentele oficiale ale autorităților sovietice, lucru care a revenit parțial în vigoare în Republica Moldova și după 1994. Cei mai mulți lingviști nu recunosc existența unei limbi moldovenești de sine stătătoare, deși au existat și voci venite în sprijinul moldovenismului (cf. Vasile Stati). Identitatea dintre limbile română și moldovenească este recunoscută în legislația Republicii Moldova. De asemenea, Academia de Științe a Moldovei a afirmat în repetate rânduri că în Constituția Republicii Moldova trebuie să fie stipulată, ca limbă oficială, româna. Totuși, în ciuda faptului că termenul românește pentru limba română este atestat încă din secolul al XVI-lea în toate trei voievodatele Moldovei, Transilvaniei și Țării Românești de către Francesco della Valle și alții, Legea cu privire la concepția națională a Republicii Moldova (546/2003) sugerează că limba română comună celor două națiuni are la bază „izvorul viu al graiului popular din Moldova”. Limba moldovenească a avut codurile proprii mo și mol în cadrul standardului ISO 639, dar ele au fost suprimate în noiembrie 2008.

### Româna ca a doua limbă și calimbă străină
| maternă | peste 3% | 1-3% | sub 1% | n/a |

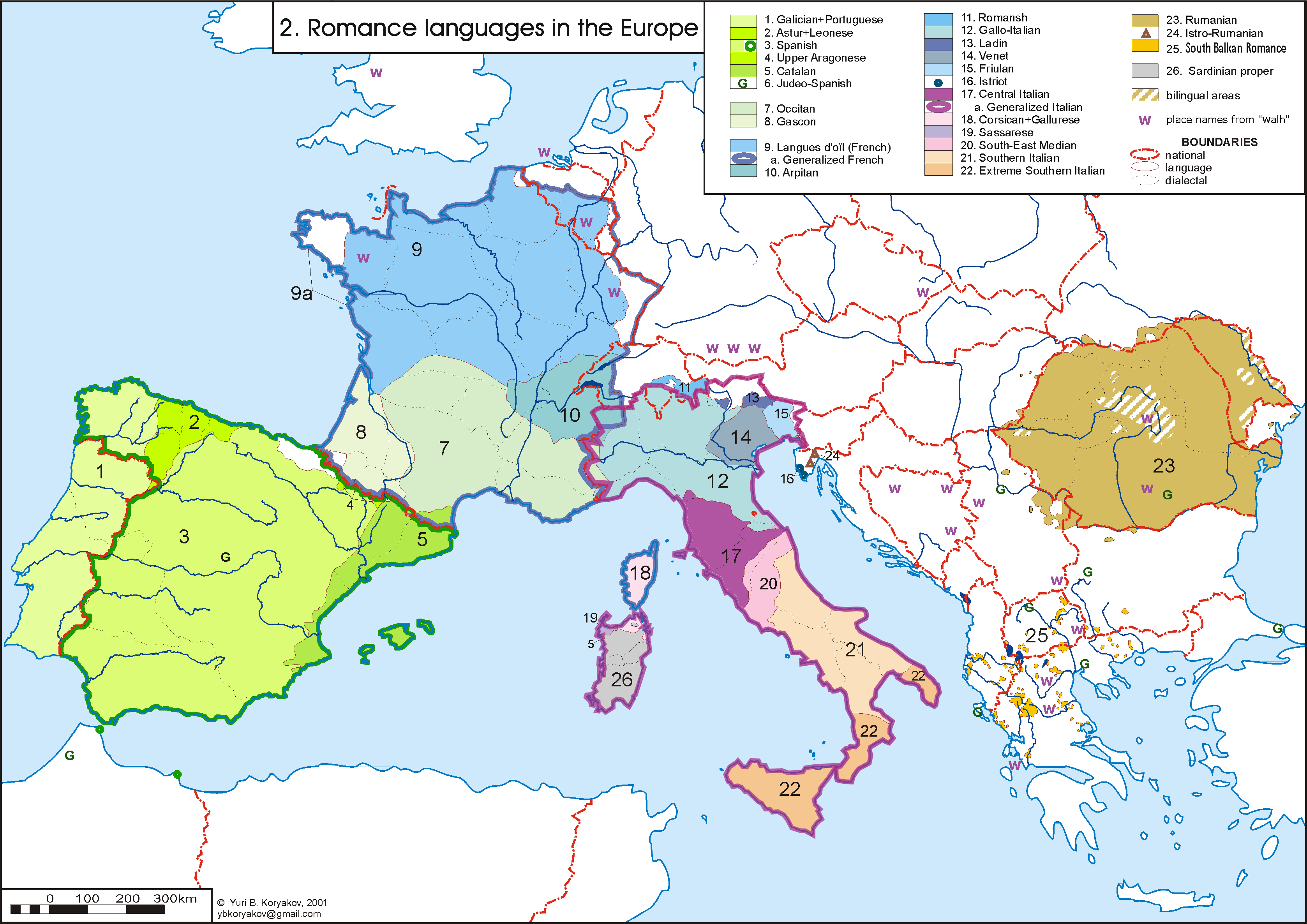
Limba română printre celelalte limbi romanice

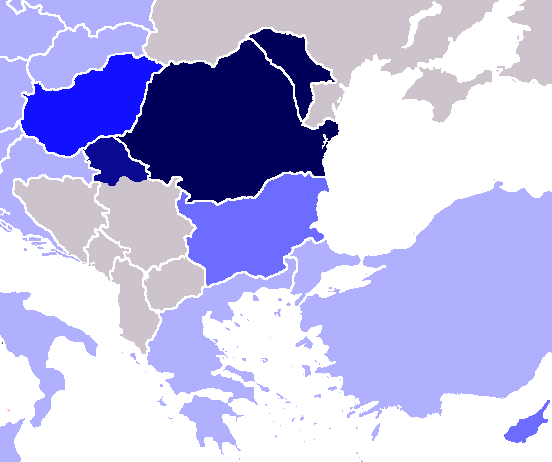
maternă
peste 3%
1-3%
sub 1%
n/a

Folosirea românei ca a doua limbă este întâlnită între minoritățile etnice din România și Republica Moldova. În cadrul recensământului din 1979, desfășurat în RSS Moldovenească, aproximativ 4% din populație a indicat româna/moldoveneasca ca a doua limbă. Rezultatele eurobarometrului de opinie 64.3/2005, desfășurat în perioada noiembrie-decembrie 2005, arată că 4% dintre cetățenii români vorbesc limba română ca limbă străină. Același sondaj arată că 1% din respondenții bulgari și ciprioți, și 3% din cei maghiari sunt capabili să desfășoare o conversație în limba română.
Româna este studiată și predată în unele țări est-europene, în care există comunități semnificative românești, cum ar fi Serbia (Voivodina), Bulgaria, Ucraina și Ungaria. Institutul Cultural Român (ICR) organizează încă din 1992 cursuri de vară pentru perfecționarea cadrelor didactice care predau limba română în aceste țări
. În unele școli bilingve, învață și membri ai altor comunități etnice decât cea română, studiind româna ca limbă străină (de exemplu Liceul „Nicolae Bălcescu” din Gyula, Ungaria).
Circa 400.000 de evrei vorbitori de limba română din România și circa 40.000 de evrei din Republica Moldova au emigrat în Israel.
De asemenea 550.000-1.500.000 de germani originari din România, din care majoritatea încă sunt cunoscători ai limbii române, trăiesc astăzi în Germania.
Cursuri de limba română ca limbă străină sunt organizate în instituții de învățământ din 43 de țări ale lumii, cum ar fi Spania, Italia, Germania, Țările de Jos, Statele Unite ale Americii, Argentina, Mexic, Suedia, și altele.

### Româna pe Internet
Chiar dacă limba engleză rămâne predominantă pe Internet, statisticile arată un progres constant al principalelor limbi neolatine (franceza, italiana, portugheza, româna și spaniola) în rețea. Un studiu realizat de Fundația Rețele și Dezvoltare (Funredes) în colaborare cu Uniunea Latină, arată că între 1998 și 2005, prezența limbilor neolatine pe Internet aproape s-a dublat, în timp ce engleza a scăzut de la 75% la 45%. În anul 1998, prezența limbii române pe Internet era cotată la 0,15%. Tendința limbii române a avut un parcurs neregulat, înregistrând o scădere dramatică de la 0,21% în 2000 la 0,11% în 2003 (acest fapt se datorează și anumitor schimbări operate în metodologia de realizare a studiului). Conform statisticii, între luna februarie a anului 2003 și mai a anului 2007, prezența limbii române pe Internet aproape s-a triplat atingând cota de 0,28%. Situația celorlalte limbi romanice este prin comparație mai bună: prezența spaniolei în Internet este de 3,80%, a francezei de 4,41%, a italienei de 2,66% și a portughezei de 1,39%.
Valorile de prezență absolută nu constituie un indicator perfect al vigorii unei limbi în cadrul rețelelor. Pentru a obține un rezultat semnificativ, valorile care exprimă prezența limbilor pe Internet trebuie adaptate la dimensiunile prezenței acestora în lumea reală. Astfel, luând în considerare numărul de vorbitori al limbii române (estimat la 30 de milioane de Uniunea Latină, adică 0,45% din populația mondială), se obține un coeficient de 0,62 pentru prezența ponderată a limbii pe Internet (dublu față de 2005), față de 0,45 pentru limba portugheză sau 0,63 pentru limba spaniolă. Acest coeficient este mai mic decât 1 în toate cele trei cazuri, motiv pentru care este considerat redus.
Același studiu arată că există aproximativ 4,9 milioane de internauți românofoni, adică aproape o șesime din totalul vorbitorilor de română și 0,4% din totalul internauților. Potrivit Ministerului Dezvoltării Informaționale din Republica Moldova, la începutul anului 2005, erau înregistrate 85.000 de domenii .ro și 7.200 de domenii .md

## Coduri internaționale SIL și ISO 639-x
Standardul internațional etnologic ISO 639 conferă limbii române codurile ro (ISO 639-1), rum (ISO 639-2/B), și mai recent ron (conform ISO 639-2/T). Limbii moldovenești i-au fost atribuite codurile mo și respectiv mol scoase din utilizare din 2008, fiind înlocuite cu codurile ISO românești.

## Tastatura de computer pentru limba română
În mediul digital, scrierea corectă în limba română se face folosind exclusiv diacriticele cu virgulă dedesubt (comma-below), precum și ghilimele „jos-sus”, de tip francez. Un defect des întâlnit în textele digitale românești mai vechi îl reprezintă folosirea, în mod incorect, a diacriticelor cu sedilă dedesubt (cedilla-below), precum și a ghilimelelor „sus-sus”, copiate după limba engleză.
Aranjamentul de tastatură românesc, standardizat în anul 2004 prin standardul național SR 13392:2004, permite tastarea directă a unui text scris în limba română, cu respectarea tuturor semnelor diacritice specifice limbii.

### Dicționare
- dexonline: Dicționare ale limbii române transpuse pe internet
- Dictionar online de definitii, sinonime si rime.
- dex.md
- Explicativ.ro - dicționar de definiții, sinonime, rime și propoziții